# Lookout Mountain (Geórgia)
Lookout Mountain é uma cidade localizada no estado americano de Geórgia, no Condado de Walker.

## Demografia
Segundo o censo americano de 2000, a sua população era de 1617 habitantes.
Em 2006, foi estimada uma população de 1567, um decréscimo de 50 (-3.1%).

## Geografia
De acordo com o United States Census Bureau tem uma área de 6,9 km², dos quais 6,9 km² cobertos por terra e 0,0 km² cobertos por água.

## Localidades na vizinhança
O diagrama seguinte representa as localidades num raio de 12 km ao redor de Lookout Mountain.